# Nicolaus Zapf
Nicolaus Zapf (* 2. Februar 1600 in Milbitz; † 29. August 1672 in Weimar) war ein deutscher lutherischer Theologe.

## Leben
Geboren als Sohn des Predigers Esaias Zapf († 1627 in Königsee/Thüringen) und seiner Frau Anne (geb. Beckin), erhielt er seine erste Ausbildung durch seinen Vater. Mit vierzehn Jahren besuchte er das Gymnasium in Arnstadt, wo er sich das Rüstzeug erwarb, eine Universität besuchen zu können. 1620 bezog er die Universität Jena, die er aber aus finanziellen Beweggründen verlassen musste. Er konnte aber 1622 wieder zurückkehren, um sich den akademischen Grad eines Magisters zu erwerben. 1623 zog er an die Universität Wittenberg, wo er sich im Wintersemester die Vorleseerlaubnis für Hochschulen als Magister legens erwarb. Durch die Vermittlung von Erasmus Schmidt, wurde ihm dort die Unterrichtung der Kinder des Bitterfelder Amtsschössers Michael Schneider übertragen. Unter jenen Kindern befand sich unter anderem Michael Schneider und Konrad Viktor Schneider.
Nachdem er erfolgreich Privatvorlesungen abgehalten hatte, wurde er am 1. Mai 1626 als Adjunkt in die philosophische Fakultät aufgenommen. In seiner Aufgabe als Hochschullehrer erwarb er sich solches Ansehen, dass ihm verschiedene Stellen als hochrangiger Geistlicher angetragen wurden. Zapf wollte jedoch während der Zeit des Dreißigjährigen Krieges eine Reise in seine Heimat unternehmen. Dabei wurde er jedoch aufgrund der Kriegsereignisse in Erfurt festgehalten und blieb dort, aufgrund der Unsicherheit auf den Landstraßen, einige Wochen. In dieser Zeit lernte er unter anderem den Rat kennen, die ihm eine theologische Professur an der Universität Erfurt anbot. Diesem Angebot konnte er nicht widerstehen und nahm den Vorschlag an.
Nachdem er am 3. Oktober 1633 seine Antrittsrede de academiis amplificandis im Auditorium Coelieum gehalten hatte, promovierte er mit seinen Kollegen Georg Großenhain (1601–1638) und Bartholomäus Elsner (1596–1662), unter dem Vorsitz von Johann Mathäus Meyfart (1590–1642), am 2. März 1634 zum Doktor der Theologie. Nach dem Tod von Starckklopff übertrug man ihm 1637 zudem die Professur für hebräische Sprache und nachdem Großenhain aus der Akademie geschieden war, auch im selben Jahr die Professur der Augsburgschen Konfession. 1642 ernannte ihn Wilhelm IV. von Sachsen-Weimar zu seinem Kirchenrat. Im Folgejahr wurde er als Nachfolger von Johannes Kromayer Hofprediger und Generalsuperintendent in Weimar. In dieser Funktion nahm er an verschiedenen Kirchenkonferenzen teil und vertrat dabei den Standpunkt der lutherischen Orthodoxie.
Genealogisch wäre anzumerken, dass er sich 1634 in Erfurt mit der Ratsherrentochter Magarethe Elisabeth Nürnbergerin vermählt hatte. Aus dieser Ehe sind vierzehn Kinder hervorgegangen, neun Söhne und vier Töchter. Seine Söhne Gottfried Zapf (1635–1664), Salomon Zapf, der Catharina Susanne Alberti Nichte von Johann Thomasius und Jakob Thomasius heiratete und Wilhelm Zapf erlangten ebenfalls Ansehen im 17. Jahrhundert.

## Werkauswahl
1. de Spiritu in genere eiusdemque conceptu
2. de Liberalitate
3. de causa et causato
4. de elementis
5. de igne elemeniari
6. de modestia
7. de magistratu
8. de calido innato
9. de objecto cuiuslibet disciplinae
10. de anima vegetante
11. de mettibus seu intelligentiis
12. Theoremata quaedam e practica philosophia excerpta
13. de mundo
14. Trias argumentorum contra Matth. Mant. Hungarum
15. Assertiones aliquot philosophicae. Wittenberg 1627
16. De stellis. Wittenberg 1626
17. Tractatus distinctionum ac limitationum, quarum luce practicae philosophiae praecepta perspicua redduntur. Wittenberg 1631
18. Dubia physica. Wittenberg 1632
19. Opusculum Theologicum. Nürnberg 1637?
20. Compendium locorum theologicorum, articulos fidei complectens. Weimar 1644
21. Catena aurea articulorum fidei. Weimar 1645
22. Hodogeticum philosophiae practicae. Wittenberg 1606
23. Philosophia universa. Jena 1663
24. Trewhertzige Wächterstimme wegen der an manchem Orte der Stadt Gottes einschleichenden weigelianischen Mordbrenner, Besonders einer anonymischen fanatischen Erinnerung an die evangelische Priesterschafft in Teutschlandt gestellet. Kühn, Ulm 1639.
25. Investiurpredigt über das Evangelium Luc XIX. Weimar 1653